# Коноплянка (Полтавская область)
Коноплянка (укр. Коноплянка) — село, Белоцерковский сельский совет, Великобагачанский район, Полтавская область, Украина.
Код КОАТУУ — 5320281208. Население по переписи 2001 года составляло 233 человека.

## Географическое положение
Село Коноплянка находится на берегу реки Гнилица, которая через 3 км впадает в реку Псёл. Примыкает к селу Белоцерковка. Через село проходит автомобильная дорога М-03.

## История
- 1986 — к селу присоединено село Солонцы.

## Экономика
- Свинотоварная ферма.